# 1489
Il 1489 (MCDLXXXIX in numeri romani) è un anno  del XV secolo.

## Eventi
- 14 marzo – La Regina di Cipro, Caterina Cornaro, vende il suo regno a Venezia.
- Papa Innocenzo VIII scomunica Ferdinando d'Aragona, sovrano a Napoli.

## Nati
- 2 gennaio - Giovanni Bressani, poeta e umanista italiano († 1560)
- 4 gennaio - Filippo Strozzi, politico, condottiero e banchiere italiano († 1538)
- 23 gennaio - Uberto Gambara, cardinale e vescovo cattolico italiano († 1549)
- 23 febbraio - Vittore Trincavelli, medico, filosofo e grecista italiano († 1563)
- 14 marzo - Niccolò Massa, anatomista italiano († 1569)
- 2 giugno - Carlo IV di Borbone-Vendôme, nobile († 1537)
- 4 giugno - Antonio di Lorena, nobile francese († 1544)
- 18 giugno - Francesco Maria Molza, umanista e poeta italiano († 1544)
- 24 giugno - Romolo Amaseo, umanista italiano († 1552)
- 24 giugno - Lorenz Fries, scrittore e storico tedesco († 1550)
- 2 luglio - Thomas Cranmer, arcivescovo anglicano inglese († 1556)
- 23 luglio - Costanzo Bentivoglio, nobile († 1542)
- 4 agosto - Giovanni Battista Della Palla, politico italiano († 1532)
- 10 agosto - Jacob Sturm von Sturmeck, politico tedesco († 1553)
- 14 agosto - Francesco Ferrucci, generale italiano († 1530)
- 2 settembre - Carlo IV d'Alençon, nobile francese († 1525)
- 14 settembre - Clarice de' Medici († 1528)
- 10 novembre - Enrico V di Brunswick-Lüneburg, tedesco († 1568)
- 14 novembre - Emilio Ferretti, giurista e diplomatico italiano († 1552)
- 25 novembre - Marco Mantova Benavides, umanista e giurista italiano († 1582)
- 28 novembre - Margherita Tudor, principessa britannica († 1541)
- 10 dicembre - Gaston de Foix-Nemours, nobile francese († 1512)
- Mariangelo Accursio, umanista, filologo e archeologo italiano († 1546)
- Gasparo Cairano, scultore italiano († 1517)
- Francesco Cigalini, umanista, medico e astrologo italiano († 1551)
- Jan van Coninxloo il Vecchio, pittore fiammingo
- Correggio, pittore italiano († 1534)
- Guillaume Farel, teologo francese († 1565)
- Gian Francesco d'Agrate, architetto e scultore italiano
- Georg Hartmann, scienziato tedesco († 1564)
- Itagaki Nobukata, militare giapponese († 1548)
- Johannes Justus Lansperger, monaco cristiano e scrittore tedesco († 1539)
- Caremolo Modrone, italiano († 1543)
- Giovanni Battista Monte, medico e umanista italiano († 1551)
- Sébastien di Montfalcon, vescovo cattolico svizzero († 1560)
- Alonso de Montúfar, vescovo cattolico spagnolo († 1572)
- Thomas Müntzer, pastore protestante tedesco († 1525)
- Lorenzo Priuli, doge († 1559)
- Urbanus Rhegius, scrittore tedesco († 1541)
- Cristoforo Sabbadino, ingegnere italiano († 1560)
- Alvaro de Sande, generale spagnolo († 1573)
- Kaspar Schwenckfeld, teologo tedesco († 1561)
- Sinān, architetto ottomano († 1588)
- Luca Spinola, doge († 1579)
- François II de Tournon, cardinale e politico francese († 1562)
- Usami Sadayuki, militare giapponese († 1564)
- Francesco Venier, politico italiano († 1556)
- Alfonso d'Aragona, nobile spagnolo († 1563)
- Gerónimo de Aguilar, esploratore spagnolo († 1531)

## Morti
- 3 gennaio - Martin Truchseß von Wetzhausen, tedesco
- 6 aprile - Rao Jodha, sovrano (n. 1416)
- 26 aprile - Ashikaga Yoshihisa, militare giapponese (n. 1465)
- 28 aprile - Henry Percy, IV conte di Northumberland, nobile britannico (n. 1449)
- 3 maggio - Stanislao Casimiritano, presbitero e santo polacco (n. 1433)
- 28 maggio - Geronzio, scrittore e arcivescovo ortodosso russo
- 20 giugno - Georg Golser, vescovo cattolico tedesco
- 12 luglio - Bahlūl Lōdī, condottiero afghano
- 17 luglio - Francesco da Nardò, umanista e teologo italiano
- 19 luglio - Luigi I del Palatinato-Zweibrücken, nobile tedesco (n. 1424)
- 30 luglio - Anne Woodville, nobile inglese (n. 1438)
- 15 agosto - Marsilio Torelli
- 15 dicembre - Johann Beckenschlager, arcivescovo cattolico tedesco (n. 1435)
- 25 dicembre - Simon Marmion, pittore e miniatore francese (n. 1425)
- Benedetto Bembo, pittore e miniatore italiano
- Marco del Buono, pittore e ebanista italiano (n. 1402)
- Lodovico Fregoso, doge (n. 1415)
- Susanna Fontanarossa, italiana (n. 1435)
- Antonio Geraldini, umanista, poeta e presbitero italiano
- Margherita di Hohenzollern, principessa tedesca (n. 1449)
- Filippo Lupi, condottiero italiano
- Pietro Massimo, mercante italiano
- Antonio Pacini, umanista e letterato italiano
- Abū ʿAbd Allāh Yaʿīsh al-Umawī, matematico arabo

## Calendario
| Calendario 1489 | Calendario 1489 | Calendario 1489 | Calendario 1489 | Calendario 1489 | Calendario 1489 | Calendario 1489 | Calendario 1489 | Calendario 1489 | Calendario 1489 | Calendario 1489 | Calendario 1489 | Calendario 1489 | Calendario 1489 | Calendario 1489 | Calendario 1489 | Calendario 1489 | Calendario 1489 | Calendario 1489 | Calendario 1489 | Calendario 1489 | Calendario 1489 | Calendario 1489 | Calendario 1489 | Calendario 1489 | Calendario 1489 | Calendario 1489 | Calendario 1489 | Calendario 1489 | Calendario 1489 | Calendario 1489 | Calendario 1489 | Calendario 1489 |
| --------------- | --------------- | --------------- | --------------- | --------------- | --------------- | --------------- | --------------- | --------------- | --------------- | --------------- | --------------- | --------------- | --------------- | --------------- | --------------- | --------------- | --------------- | --------------- | --------------- | --------------- | --------------- | --------------- | --------------- | --------------- | --------------- | --------------- | --------------- | --------------- | --------------- | --------------- | --------------- | --------------- |
|                 | 1               | 2               | 3               | 4               | 5               | 6               | 7               | 8               | 9               | 10              | 11              | 12              | 13              | 14              | 15              | 16              | 17              | 18              | 19              | 20              | 21              | 22              | 23              | 24              | 25              | 26              | 27              | 28              | 29              | 30              | 31              |                 |
| Gennaio         | Gi              | Ve              | Sa              | Do              | Lu              | Ma              | Me              | Gi              | Ve              | Sa              | Do              | Lu              | Ma              | Me              | Gi              | Ve              | Sa              | Do              | Lu              | Ma              | Me              | Gi              | Ve              | Sa              | Do              | Lu              | Ma              | Me              | Gi              | Ve              | Sa              |                 |
| Febbraio        | Do              | Lu              | Ma              | Me              | Gi              | Ve              | Sa              | Do              | Lu              | Ma              | Me              | Gi              | Ve              | Sa              | Do              | Lu              | Ma              | Me              | Gi              | Ve              | Sa              | Do              | Lu              | Ma              | Me              | Gi              | Ve              | Sa              |                 |                 |                 |                 |
| Marzo           | Do              | Lu              | Ma              | Me              | Gi              | Ve              | Sa              | Do              | Lu              | Ma              | Me              | Gi              | Ve              | Sa              | Do              | Lu              | Ma              | Me              | Gi              | Ve              | Sa              | Do              | Lu              | Ma              | Me              | Gi              | Ve              | Sa              | Do              | Lu              | Ma              |                 |
| Aprile          | Me              | Gi              | Ve              | Sa              | Do              | Lu              | Ma              | Me              | Gi              | Ve              | Sa              | Do              | Lu              | Ma              | Me              | Gi              | Ve              | Sa              | Do              | Lu              | Ma              | Me              | Gi              | Ve              | Sa              | Do              | Lu              | Ma              | Me              | Gi              |                 |                 |
| Maggio          | Ve              | Sa              | Do              | Lu              | Ma              | Me              | Gi              | Ve              | Sa              | Do              | Lu              | Ma              | Me              | Gi              | Ve              | Sa              | Do              | Lu              | Ma              | Me              | Gi              | Ve              | Sa              | Do              | Lu              | Ma              | Me              | Gi              | Ve              | Sa              | Do              |                 |
| Giugno          | Lu              | Ma              | Me              | Gi              | Ve              | Sa              | Do              | Lu              | Ma              | Me              | Gi              | Ve              | Sa              | Do              | Lu              | Ma              | Me              | Gi              | Ve              | Sa              | Do              | Lu              | Ma              | Me              | Gi              | Ve              | Sa              | Do              | Lu              | Ma              |                 |                 |
| Luglio          | Me              | Gi              | Ve              | Sa              | Do              | Lu              | Ma              | Me              | Gi              | Ve              | Sa              | Do              | Lu              | Ma              | Me              | Gi              | Ve              | Sa              | Do              | Lu              | Ma              | Me              | Gi              | Ve              | Sa              | Do              | Lu              | Ma              | Me              | Gi              | Ve              |                 |
| Agosto          | Sa              | Do              | Lu              | Ma              | Me              | Gi              | Ve              | Sa              | Do              | Lu              | Ma              | Me              | Gi              | Ve              | Sa              | Do              | Lu              | Ma              | Me              | Gi              | Ve              | Sa              | Do              | Lu              | Ma              | Me              | Gi              | Ve              | Sa              | Do              | Lu              |                 |
| Settembre       | Ma              | Me              | Gi              | Ve              | Sa              | Do              | Lu              | Ma              | Me              | Gi              | Ve              | Sa              | Do              | Lu              | Ma              | Me              | Gi              | Ve              | Sa              | Do              | Lu              | Ma              | Me              | Gi              | Ve              | Sa              | Do              | Lu              | Ma              | Me              |                 |                 |
| Ottobre         | Gi              | Ve              | Sa              | Do              | Lu              | Ma              | Me              | Gi              | Ve              | Sa              | Do              | Lu              | Ma              | Me              | Gi              | Ve              | Sa              | Do              | Lu              | Ma              | Me              | Gi              | Ve              | Sa              | Do              | Lu              | Ma              | Me              | Gi              | Ve              | Sa              |                 |
| Novembre        | Do              | Lu              | Ma              | Me              | Gi              | Ve              | Sa              | Do              | Lu              | Ma              | Me              | Gi              | Ve              | Sa              | Do              | Lu              | Ma              | Me              | Gi              | Ve              | Sa              | Do              | Lu              | Ma              | Me              | Gi              | Ve              | Sa              | Do              | Lu              |                 |                 |
| Dicembre        | Ma              | Me              | Gi              | Ve              | Sa              | Do              | Lu              | Ma              | Me              | Gi              | Ve              | Sa              | Do              | Lu              | Ma              | Me              | Gi              | Ve              | Sa              | Do              | Lu              | Ma              | Me              | Gi              | Ve              | Sa              | Do              | Lu              | Ma              | Me              | Gi              |                 |